# مقاطعة سافانا

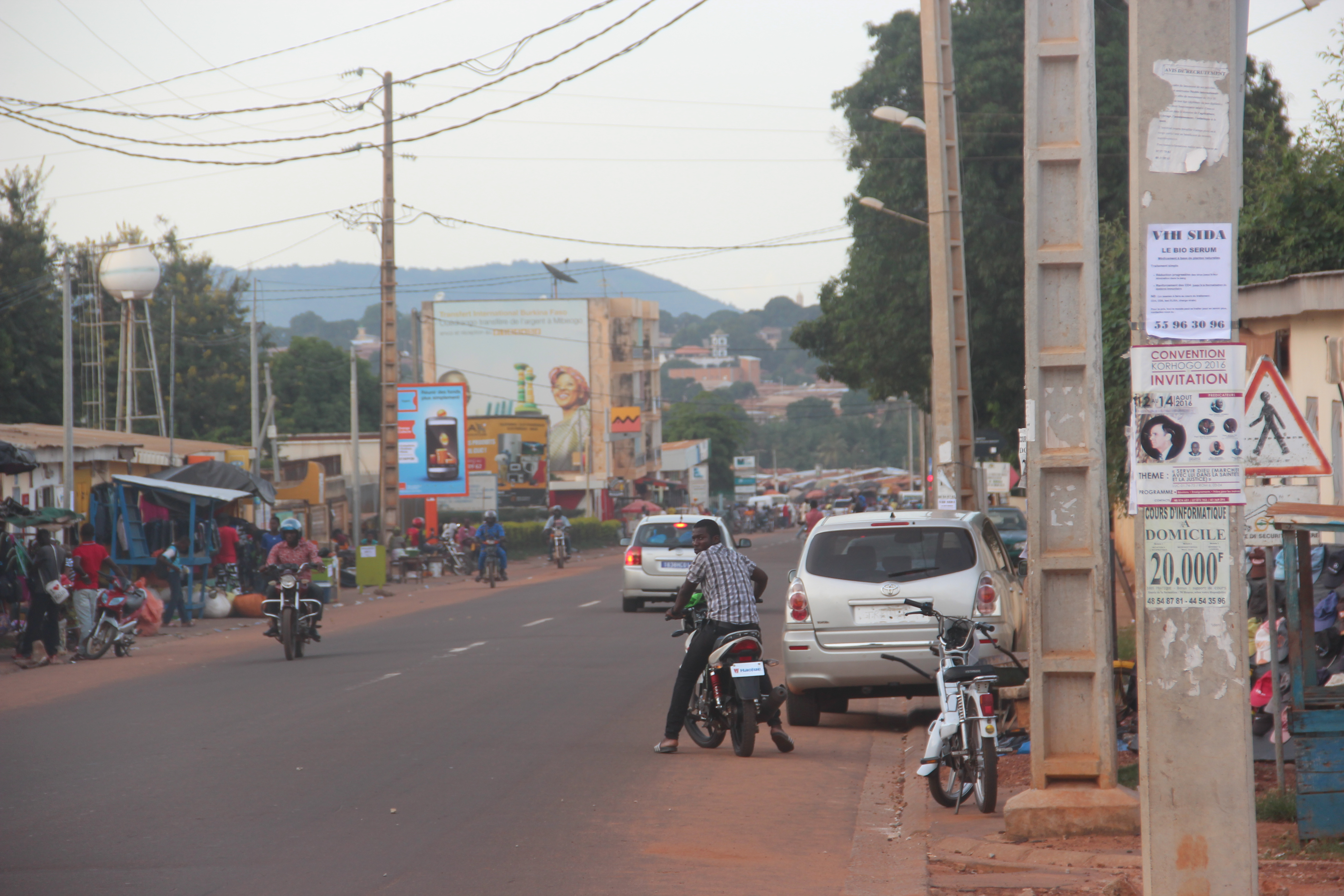
الشارع الرئيسي في كورهوغو

مقاطعة سافانا ( (بالفرنسية: District des Savanes)‏ هي واحدة من أربعة عشر منطقة إدارية في ساحل العاج. تقع المنطقة في أقصى شمال البلاد. وعاصمتها هي كورهوغو.

## تأسيسها
تأسست مقاطعة سافانا عن طريق إعادة التنظيم الإداري لعام 2011 لتقسيمات ساحل العاج. كانت أراضي المنطقة مكونة من منطقة سافانا السابقة.

## التقسيمات الإدارية
تنقسم مقاطعة سافانا حاليًا إلى ثلاث مناطق أو تقسيمات إدارية:
- منطقة باجوي (مقر المنطقة في بونديالي)
  -     - دائرة بونديالي
    - دائرة كوتو
    - دائرة تنجريلا

  - منطقة بورو (مقر المنطقة أيضًا في كورهوغو)
    - دائرة كورهوغو
    - دائرة سينماسيلي
    - دائرة ديكودوغو
    - دائرة مبينغوي

  - منطقة تشولوغو (مقر المنطقة في فيركيسيدوغو)
    - دائرة فيركيسيدوغو
    - دائرة وانغولودوغو
    - دائرة كونغ

## السكان
وفقًا لتعداد السكان الصادر عام 2021، يبلغ عدد سكان مقاطعة سافانا 2,159,434 نسمة. تعتنق النسبة الأكبر من سكان السافانا الديانة الإسلامية.